# Водонапорная башня (рассказ)
«Водонапорная башня» — рассказ русского писателя Виктора Пелевина, впервые опубликованный в 1990 году в литературном альманахе «Истоки».

## Содержание
Основную роль в рассказе играют образы, физическое пространство в нём отсутствует. Можно было бы предположить, что в рассказе описываются яркие жизненные впечатления самого Пелевина, однако его временные рамки смещены назад: детским воспоминанием героя является то, как строители выкладывают на водонапорной башне год «1928». Из представленных в рассказе образов: первые впечатления детства, воспоминания взрослых о Гражданской войне, школа, учительница географии, пионерлагерь, мода на авиацию и летчиков, репрессии 30-х годов, песни Утёсова, Великая Отечественная война, дети, смерть Сталина, работа, космонавты, советские автомобили «Победа», смерть жены, пробежки трусцой в парке, впечатления старости и предсмертная боль в сердце.
Первое и последнее впечатление героя — это водонапорная башня, символ человеческой жизни, которая, кажется, будет строиться бесконечно высоко, до самого неба, но настаёт срок — кладут последний кирпич, и строители уходят. В самом начале герой рассуждает о водонапорной башне: «… любая башня или даже труба сначала строится таким образом, будто должна подняться до самого неба, чем обязательно завершилось бы простое добавление новых кирпичных колец изо дня в день, если бы не решение строителей уйти, приводящее к тому, что какой-то кирпич обязательно становится последним …». Рассказ строится подобно этой башне: каждая мысль или образ подобны новому кольцу кирпичей.
Рассказ написан в форме одного сложного предложения, растянувшегося на 13 страниц и содержащего почти 2800 слов. Такой приём автор использует для иллюстрации жизненного пути. Жизнь кажется бесконечной, но её концом является точка.
Упоминание в рассказе пионерского лагеря и страшной истории «о синем ногте в котлете», вероятно, является отсылкой к рассказу «Синий фонарь», где дети в пионерлагере рассказывали друг другу страшилки. В рассказе также упоминаются советские фильмы «Весёлые ребята», «Если завтра война» и многие другие советские реалии. Подобные аллюзии помогают воссоздать нелёгкую жизнь целого поколения советских людей.

## Отзывы и критика
Ирина Роднянская в отзыве на сборник «Relics. Раннее и неизданное» пишет:
Встречала я не одно разоблачение Пелевина — никудышного, дескать, стилиста. А тут напечатана “Водонапорная башня” — десяток с лишним страниц в одно предложение без абзацев, охватывающее жизнь и судьбу нескольких поколений “простых советских людей”. Исполнено виртуозно и умно.
По данным словаря «Русская литература XX века», рассказ «Водонапорная башня» «был признан одним из лучших на IX Всесоюзном совещании молодых писателей».
В книге «Пелевин и поколение пустоты» Сергей Полотовский и Роман Козак относят рассказ «Водонапорная башня» к группе таких же рассказов, «обращённых к ушедшей эпохе секретарей райкомов, очередей, КГБ, и газировки за три копейки», включая в эту же группу рассказы «СССР Тайшоу Чжуань» и «Жизнь и приключения сарая Номер XII».
Литературный критик Александр Ройфе написал для журнала «Если» рецензию на сборник «Relics. Раннее и неизданное» в виде одного чрезвычайно длинного предложения на одну страницу, которое завершил словами: «…ну а после всего сказанного осталось только пояснить, почему рецензент решил „утрамбовать“ свой текст в одно предложение: именно так написан рассказ Пелевина „Водонапорная башня“, и нет никаких оснований для того, чтобы критику не было дозволено то же, что дозволено писателю».

## Произведение входит в
- сборник «Сочинения»: В 2 т. (1996)[9]
- сборник «Хрустальный мир» (2002, ISBN 5-264-00737-3)
- сборник «Relics. Раннее и неизданное» (2005)
- сборник «Все рассказы» (2005)